# Rosa 'Si'
'Si' (el nombre de la obtención registrada 'Si'), es un cultivar de rosa miniatura que fue conseguido en España en 1957 por el rosalista catalán P. Dot.

## Descripción
'Si' es una rosa moderna de jardín cultivar del grupo Miniatura.
El cultivar procede del cruce de Semillas: 'Perla de Montserrat' y Polen: 'Anny' x 'Tom Thumb' (miniatura, deVink, 1936). 
15 to 25 cm). 
Las formas arbustivas del cultivar tienen porte erguido y alcanza de 15 a 25 cm de alto con más de 25 cm de ancho. Las hojas son de color verde claro y brillante.
Sus delicadas flores de color rosa pálido, a blanco o mezcla de blancos. Fragancia media. Micro-miniatura, semi-dobles con 17 a 25 pétalos muy pequeños y muy completos. En pequeños grupos, forma flor en forma de copa.
Primavera o verano son las épocas de máxima floración, si se le hacen podas más tarde tiene después floraciones dispersas.

## Origen
El cultivar fue desarrollado en España por el prolífico rosalista catalán P. Dot en 1957.
'Si' es una rosa híbrida triploide con ascendentes parentales de Semillas: 'Perla de Montserrat' y Polen: 'Anny' x 'Tom Thumb' (miniatura, deVink, 1936).
La obtención fue registrada bajo el nombre cultivar de 'Si' por P. Dot en 1957 y se le dio el nombre comercial de 'Si'.
'Si' está considerada como la rosa Miniatura más pequeña del mundo.

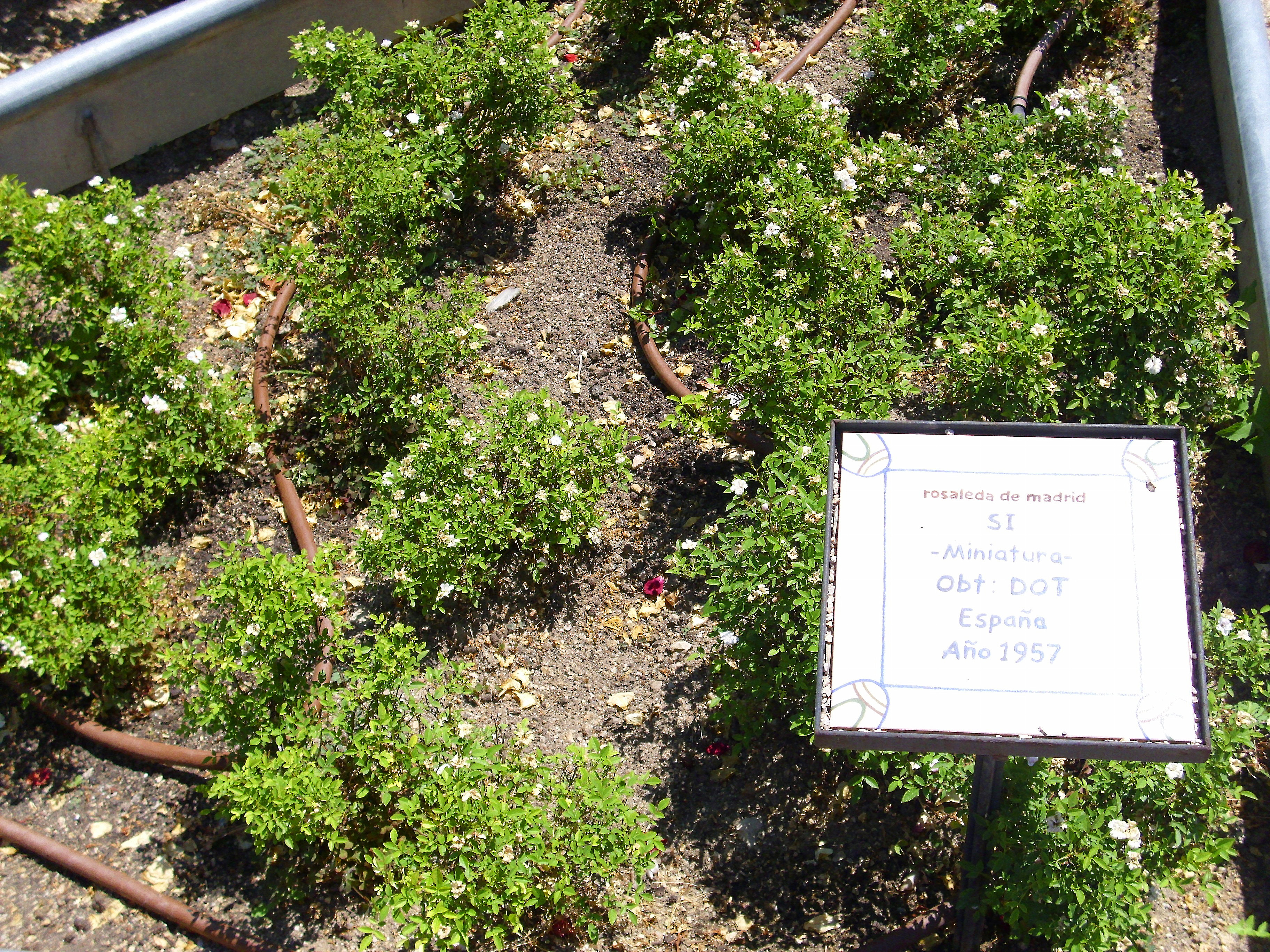
'Si' (P. Dot, 1957).
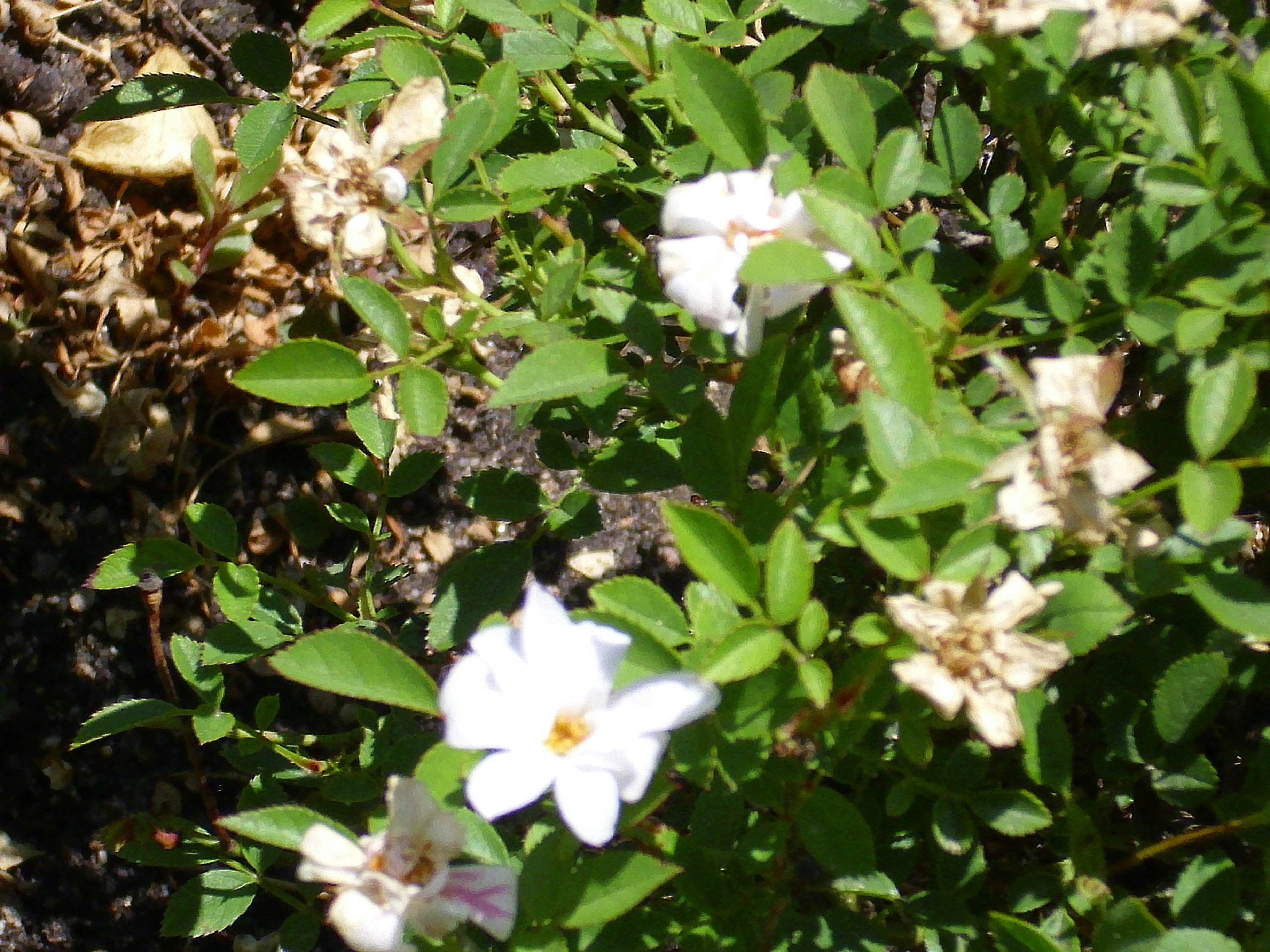
'Si' (P. Dot, 1957).

## Premios y galardones
- Mesa-East Valley Rose Society Show: Best Micro-Mini Bloom 2005.[5]

## Cultivo
Aunque las plantas están generalmente libres de enfermedades, es posible que sufran de punto negro en climas más húmedos o en situaciones donde la circulación de aire es limitada.
Las plantas toleran la sombra, a pesar de que se desarrollan mejor a pleno sol. En América del Norte son capaces de ser cultivadas en USDA Hardiness Zones 6b a 9b. La resistencia y la popularidad de la variedad han visto generalizado su uso en cultivos en todo el mundo.
Puede ser utilizado para jardín en rocallas, cubresuelos, o maceta. Vigorosa. En la poda de primavera es conveniente retirar las cañas viejas y madera muerta o enferma y recortar cañas que se cruzan. En climas más cálidos, recortar las cañas que quedan en alrededor de un tercio. En las zonas más frías, probablemente hay que podar un poco más que eso. Requiere protección contra la congelación de las heladas invernales.